# سسک بیشه فیجی
سسک بیشه فیجی (نام علمی: Cettia ruficapilla) نام یک گونه از سرده سسک‌های بیشه نمادین است.